# Ivan Roškar
Ivan Roškar (8. dubna 1860 Malna – 23. května 1933 Jurovski Dol) byl rakouský politik slovinské národnosti, na počátku 20. století poslanec Říšské rady, v meziválečném období jugoslávský ministr zemědělství.

## Biografie
Vychodil národní školu, pak převzal rodinné hospodářství a zapojil se do veřejného a politického života. V roce 1885 se stal starostou v rodné Malni. V letech 1902–1918 působil jako poslanec Štýrského zemského sněmu za obvod Ljutomer, Lenart. V roce 1907 patřil mezi zakladatele Slovinského zemědělského svazu a byl jeho prvním předsedou. Patřil k zástupcům velkých zemědělců, kteří v parlamentní politice sledovali lini Slovinské lidové strany.
Na počátku 20. století se zapojil i do celostátní politiky. Ve volbách do Říšské rady roku 1907, konaných poprvé podle všeobecného a rovného volebního práva, získal mandát v Říšské radě (celostátní zákonodárný sbor) za obvod Štýrsko 24. Profesně se k roku 1907 uvádí jako majitel nemovitostí. Byl členem poslaneckého klubu Slovinský klub. Mandát obhájil za týž obvod ve volbách do Říšské rady roku 1911. Byl členem parlamentní frakce Chorvatsko-slovinský klub.
Po vzniku jugoslávského státu byl poslancem Skupštiny v Bělehradě a roku 1919 se stal ve vládě Stojana Protiće ministrem zemědělství. V roce 1922 se stáhl z parlamentní politiky a následně se věnoval regionálním politickým aktivitám.